# 萬錦市多福醫院

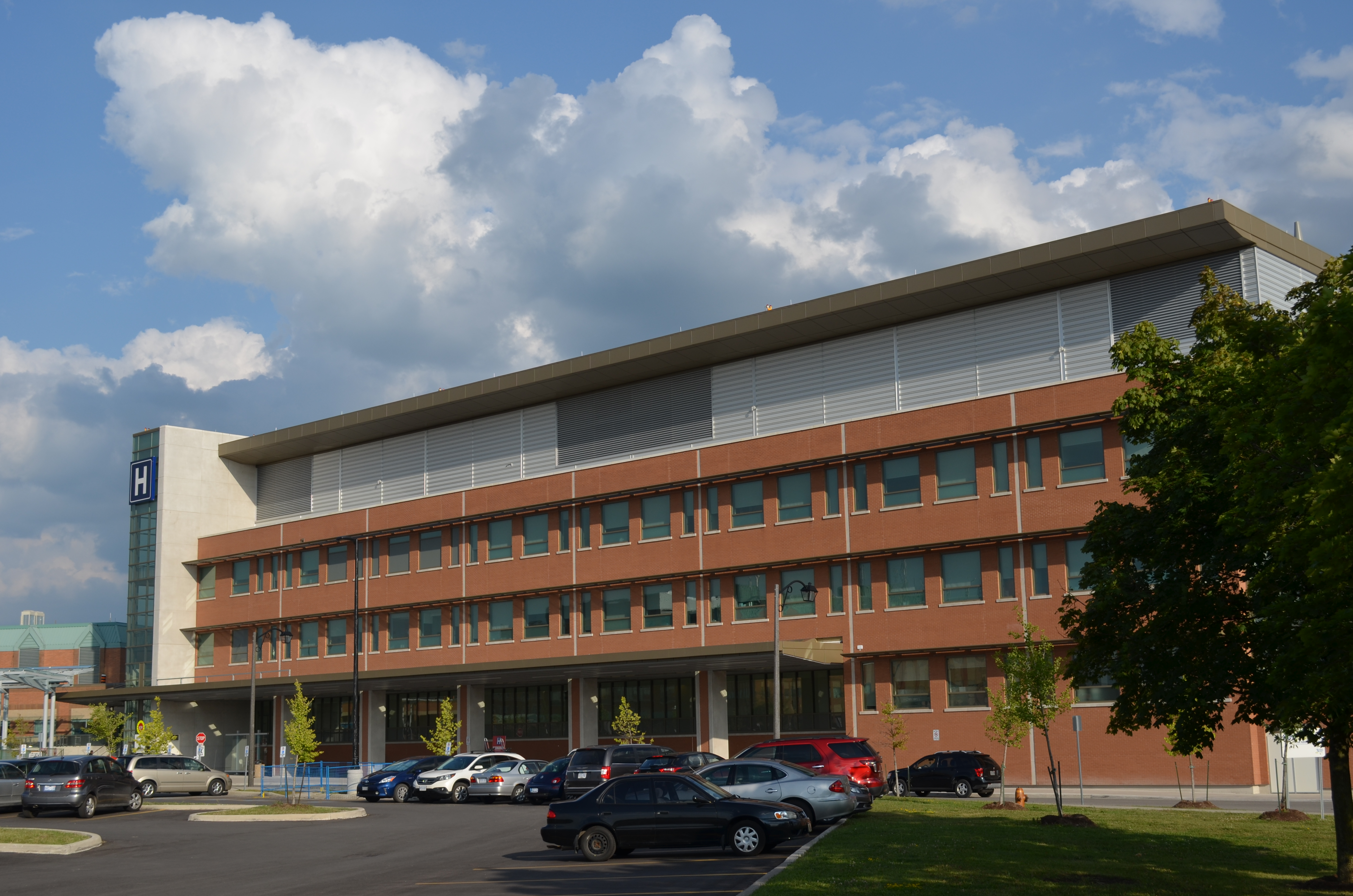
萬錦市多福醫院

萬錦市多福醫院是一所急症護理社區醫院，有兩個院區：萬錦院區及渥士橋院區。
2019至2020財年，該院有近20,000人次留院，平均留院時間為4.6天，急症室有106,000人次就診。

## 科室
- 急症護理
- 非住院護理
- 心肺及電子診斷
- 心臟科
- 急症室
- 產科
- 精神健康留院科
- 精神健康門診科
- 核子醫學科
- 腫瘤科
- 康復、紓緩及綜合治療
- 外科
- 超音波
- 遙距醫學